# Castillo de Piltene
El castillo de Piltene es un castillo de la diócesis de Curlandia en la ciudad de Piltene, en la región histórica de Curlandia, en el oeste de Letonia. Hasta el siglo XVI sirvió como capital de ladiócesis de Curlandia.

## Historia

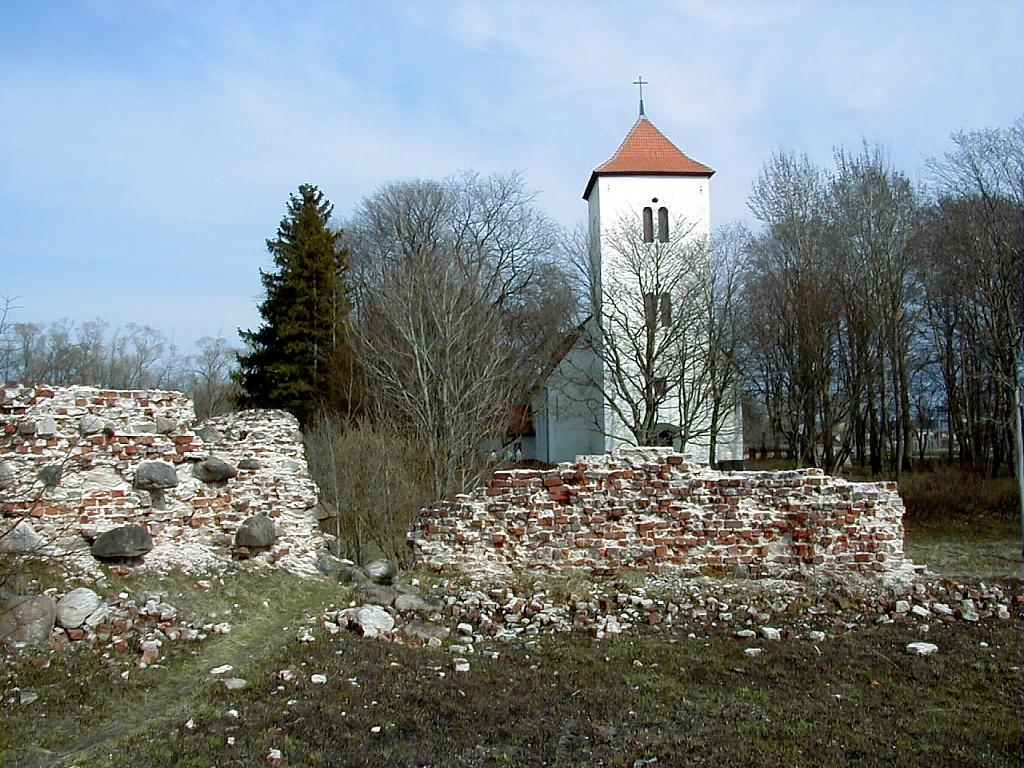
Vestigios del muro frente a la Iglesia de Piltene

Como parte de las cruzadas del norte, la región fue galardonada con los Hermanos Livonios de la Espada en 1230 en el primer tratado con el rey de los curonios. Entre 1242 y 1247, la región fue nuevamente subyugada por la Orden Teutónica a que se había fusionado la Orden de los Hermanos de la Espada tras su derrota en la Batalla de Saule. La paz se estableció hasta 1267, cuando el maestro de la orden, Otto von Lutterberg, pacificó la región y concluyó un tratado con los curonios.
En la división de Curlandia, la Orden recibió el área de la margen izquierda del río Venta y la diócesis de Curlandia el área de la margen izquierda con Piltene. El obispo Edmund von Werd (1263-1299) residió en el castillo de Memel, mientras que el castillo de Amboten le sirvió como residencia en el norte de Curlandia. El Castillo de Amboten fue abandonado durante una ausencia temporal del obispo en 1290.
El castillo se menciona por primera vez en 1309, cuando el obispo de Curlandia se vio obligado a abandonar su tierra y fortalezas por el resto de su vida.
Durante la guerra livonia, el último obispo de Curlandia, Johann von Münchhausen, Piltene y su monasterio fueron vendidos en 1559 al rey de Dinamarca, quien a su vez, se lo dio a su hermano, el duque Magnus de Holstein, quien fue nombrado rey de Livonia por el zar Iván el Terrible. Después de un contrato de subyugación entre el rey de Polonia y el duque Gotthard Kettler en noviembre de 1561, el monasterio de Piltene también se convirtió en parte del ducado. Sin embargo, las congregaciones no querían someterse ni a Polonia ni a Curlandia, sino que pidieron al rey Federico II de Dinamarca que protegiera el monasterio. La gran torre del castillo fue volada para que no sirviera a los polacos como objetivo durante un asedio. 
En la primavera de 1583 hubo una pequeña pero feroz guerra entre Polonia y el monasterio, con el castillo de Amboten y Neuhausen (Valtaiki) ocupados por Polonia, mientras que Piltene permaneció en manos de los monjes. Magnus murió el 18 de marzo de 1583 en el castillo de Piltene. Los edificios iban a recaer en Polonia, pero tenían que pagar al rey de Dinamarca. Dado que Polonia no tenía la suma requerida, Jorge Federico de Brandeburgo-Ansbach, el regente del Ducado de Prusia, pagó el dinero a Dinamarca y se convirtió en dueño de la abadía con todos los derechos de soberanía.
En 1617, el obispado de Curlandia quedó bajo el dominio de la República polaco-lituana y el castillo de Hasenpoth se convirtió en el centro administrativo. Para 1621 se menciona que el castillo de Piltene se derrumbó parcialmente.
En 1710 durante la crecida del río Venta se atajó la ribera y se obstruyó el antiguo cauce. Como resultado, la fortaleza terminó a 1.5 km de distancia de las vías fluviales del río, lo que disminuyó el comercio.
En la década de 1750, la antigua fortaleza quedó completamente fuera de uso y se despobló. En el siglo XVIII, toda la región sufrió hostilidades entre polacos, suecos y rusos, y la vida comercial y económica local se extinguió por completo.

## Excavaciones arqueológicas
Entre 1976 y 1977, el arqueólogo letón Ēvalds Mugurēvičs realizó excavaciones en el área del castillo de Piltene, que revelaron fragmentos de los terrenos del castillo, una zanja y un puente.

## Estado actual
Se conservan algunos fragmentos de las dos torres de cañón de medio punto y de los escasos muretes del edificio del monasterio. También existe un foso sur en el valle del río Venta. Cien metros al este de la fortaleza se encuentra la iglesia parroquial luterana de Piltene.